# روي ستون
روي ستون (بالإنجليزية: Roy Stone)‏ هو ضابط أمريكي، ولد في 16 أكتوبر 1836 في بلاتسبورغ في الولايات المتحدة، وتوفي في 5 أغسطس 1905 في مندهام في الولايات المتحدة.